# Marc-Eric Halatsch

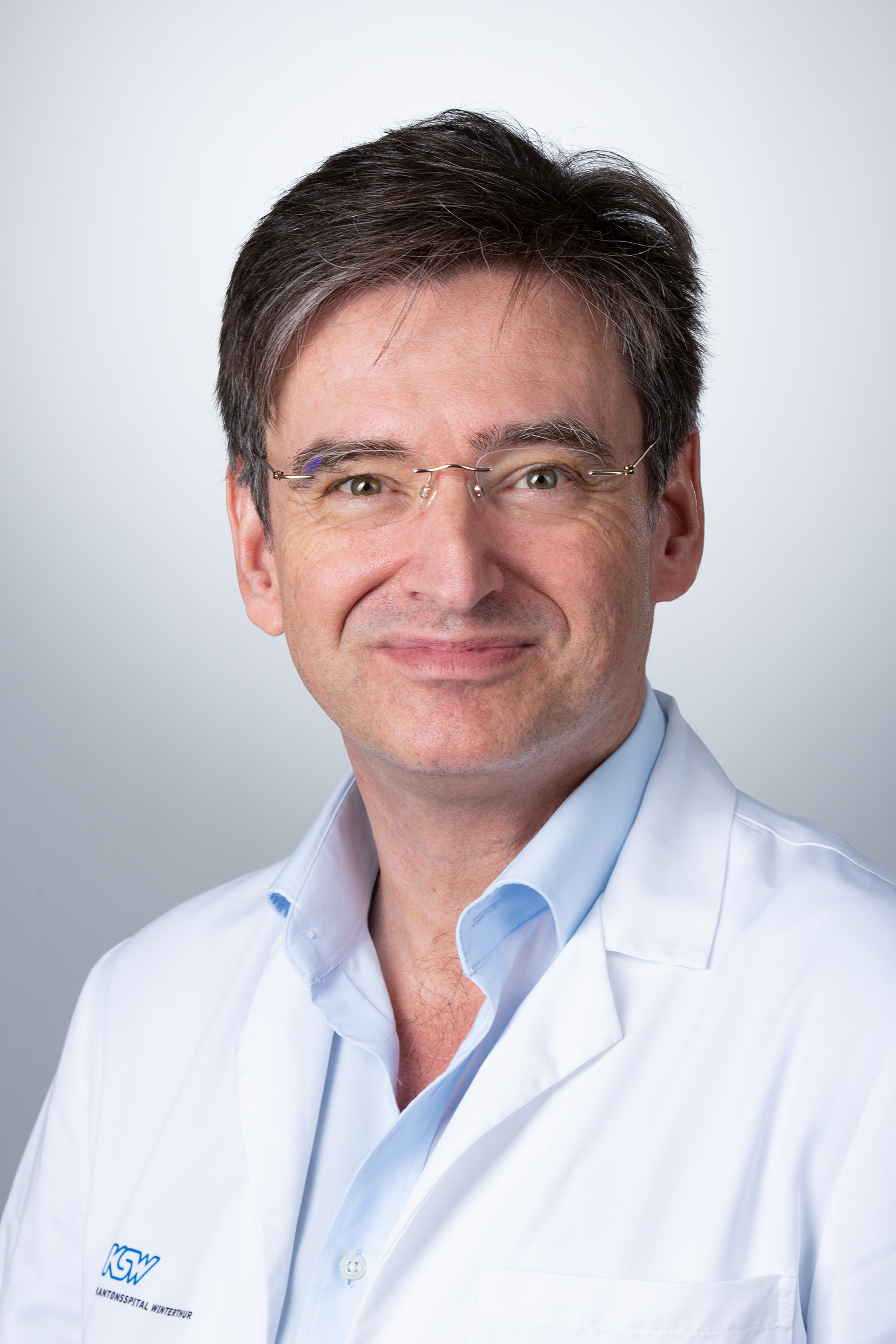
Marc-Eric Halatsch (Porträt, 2021)

Marc-Eric Halatsch (* 1967 in Hannover) ist ein deutscher Neurochirurg, Hochschullehrer und Leitender Arzt am Kantonsspital Winterthur/Schweiz. Er ist spezialisiert auf neue Behandlungsmethoden bei bösartigen Hirntumoren (Glioblastomen).

## Leben
Halatsch studierte Humanmedizin an der Georg-August-Universität in Göttingen als Stipendiat der Studienstiftung des deutschen Volkes. Seine medizinische Ausbildung setzte er 1992/93 in den USA fort: zunächst am University of Cincinnati College of Medicine, später an der Mount Sinai School of Medicine of New York University. 1993 erhielt er seine Approbation als Arzt und promovierte 1996 in Göttingen zum Doktor der Medizin. Danach kehrte er als Postdoctoral Research Fellow an die Mount Sinai School of Medicine zurück, wo er im Laboratory of Molecular and Cellular Pharmacology, Division of Neoplastic Diseases im Bereich der Neuroonkologie forschte. 2003 schloss er seine neurochirurgische Facharztausbildung am Universitätsklinikum Göttingen ab. Er habilitierte sich ein Jahr später im Fach Neurochirurgie. Anschließend arbeitete er bis 2009 als Oberarzt an der Neurochirurgischen Universitätsklinik Heidelberg. Von 2009 bis 2020 übernahm er die Position des stellvertretenden Ärztlichen Direktors und war außerplanmäßiger Professor an der Neurochirurgischen Universitätsklinik in Ulm, von 2015 bis 2017 leitete er dort außerdem die Sektion Pädiatrische Neurochirurgie kommissarisch. Seit Februar 2021 ist Halatsch als Leitender Arzt an der Neurochirurgischen Klinik des Kantonsspitals Winterthur/Schweiz tätig.
Halatsch hat sich auf neurochirurgische Onkologie und spinale Neurochirurgie spezialisiert und über 180 Artikel in nationalen und internationalen Fachzeitschriften veröffentlicht. Von 2003 bis 2007 fungierte er als deutscher Vertreter im Young Neurosurgeons Committee of the European Association of Neurosurgical Societies (EANS) und absolvierte den internationalen Trainingskurs der EANS. Halatsch hat ein internationales Netzwerk zur Bekämpfung des Glioblastoms gegründet. Im Jahre 2005 meldete Halatsch gemeinsam mit Thomas Efferth die Behandlungsmethode Combined treatment with artesunate and an epidermal growth factor receptor kinase inhibitor zum Patent an.
2022 gründete Halatsch das Schweizer biomedizinische Start-up ATCG, Advanced Treatment Concepts against Glioblastoma, das die Weiterentwicklung bestimmter Forschungsansätze anstrebt.
Halatsch hat zwei Söhne.

## Forschung
Halatsch erforscht und entwickelt neue Behandlungsmethoden und Therapiekonzepte für Glioblastome. Im Jahr 2003 stellte Halatsch erste Untersuchungen vor, bei denen mittels Anwendung eines EGFR-Tyrosinkinase-Inhibitors in vitro biologische Effekte in der Therapie maligner Gliome erzielt wurden. Halatsch ist der Erfinder mehrerer patentierter Verfahren, die in der Therapie gegen das Glioblastom den Einsatz primär nicht-onkologischer Medikamente beziehungsweise von Implantaten vorsehen.

## CUSP9v3-Studie
In den Jahren 2016 bis Ende 2020 wurde an der Neurochirurgischen Universitätsklinik Ulm unter Leitung von Halatsch die klinische Pilotstudie CUSP9v3 mit zehn Patienten durchgeführt, die trotz Erstlinienbehandlung des Glioblastoms einen Rückfall der Erkrankung erlitten hatten. Um den Hirntumor am Wachsen zu hindern, erhielten die Patienten neun verschiedene Medikamente, die ursprünglich u. a. bei Pilzerkrankungen, Depression, Rheuma, HIV-Infektion und Bluthochdruck zum Einsatz kommen. Die Kombination der neun Medikamente hatte Halatsch gemeinsam mit dem amerikanischen Psychiater Richard Kast entwickelt. Alle verwendeten Medikamente sind bereits zur Behandlung anderer Krankheiten zugelassen. Die Machbarkeitsstudie schloss insgesamt 10 Patienten ein, wobei nur die Daten von 9 Patienten für eine Auswertung qualifizierten. Aufgrund des Aufbaus der Studie konnte kein Vorteil im Überleben gezeigt werden. Kein patient zeigte ein Ansprechen auf die Therapie, lediglich eine Stabilisierung der Erkrankung konnte erreicht werden. Eine solche Stabilisierung trat in erster Linie bei Patienten auf, die in gutem Allgemeinzustand eingeschlossen wurden und welche historisch auch unter einer etablierten Zweitlinientherapie eine Stabilisierung erreicht hätten (e.g. Temozolomid Re-Challenge).  Die klinische Studie wurde vom belgischen Anticancer Fund unterstützt. Die Schweizer Stiftung Reliable Cancer Therapies förderte das Projekt vor Genehmigung der klinischen Studie durch das Bundesinstitut für Arzneimittel und Medizinprodukte.

## Auszeichnungen
- 1987–1993: Stipendiat der Studienstiftung des deutschen Volkes[28]

- 1997: Samuel Bronfman Medicine Research Award, New York City[1]
- 1999: Auszeichnung der Universität Göttingen[4]
- 2000: Auszeichnung des Landes Niedersachsen[4]
- 2007: Auszeichnung der Medizinischen Fakultät Heidelberg[4]
- 2012: Auszeichnung der Fakultät für Mechatronik und Medizintechnik, Technische Hochschule Ulm[4]
- 2013: CUSP9 Clinical Trial Start-up Award, Anticancer Fund, Belgien[24]
- 2015: Cures Within Reach Award, CWR Foundation, USA[29]
- 2015: Förderung im Rahmen der Ausschreibung „Innovative Projekte/Kooperationsprojekte“ des Ministeriums für Wissenschaft, Forschung und Kunst Baden-Württemberg[19]
- 2023: Best Scientific Paper Award, Institute of Electrical and Electronics Engineers’ Swiss Conference on Data Science, Zürich[30]

## Veröffentlichungen
- Molekulare Alterationen in der Pankreatokarzinogenese: Untersuchungen zur Onkogenaktivierung, Tumorsuppressorgen- und Adhäsionsrezeptorexpression. Dissertationsschrift 1996, Georg-August-Universität Göttingen.
- Epidermale Wachstumsfaktorrezeptoren als Zielmoleküle experimenteller Therapiestrategien für das Glioblastoma multiforme. Habilitationsschrift 2004, Georg-August-Universität Göttingen, Deutscher Wissenschafts-Verlag, Baden-Baden 2004. ISBN 978-3-935176-32-3.